# Nagaoka Nobuko
Nagaoka Nobuko (長岡延子?  1928-25 de mayo 1945) fue una pianista japonesa. Fue alumna de Leo Sirota y, junto con Sonoda Takahiro, considerada una de las pianistas japonesas más talentosas de su generación. Murió junto con su madre el 25 de mayo de 1945, durante el ataque aéreo de Yamanote.

## Biografía
Nagaoka nació en 1928, de padres Haruo e Hiroko; su padre era el hijo mayor del físico Nagaoka Hantarō.
Al principio de su infancia estudió piano con Sonoda Kiyohide, el padre de Takahiro. Rápidamente se convirtió en una niña prodigio. Beate Sirota Gordon llamó a Nagaoka una «genia absoluta» que leía regularmente las novelas de León Tolstói desde una edad temprana.
A fines de la década de 1930 comenzó a estudiar con Leo Sirota y, junto con Sonoda Takahiro, fue considerada la pianista japonesa más talentosa de su generación. En 1939 hizo su debut público en un programa interpretado por estudiantes de Sirota. Tocó el Concierto para piano n.º 3 de Ludwig van Beethoven con la Orquesta Sinfónica de Chūō dirigida por Sirota.
Durante la Guerra del Pacífico, Nagaoka continuó realizando conciertos, incluso con Sirota. Ella también continuó estudiando con él, incluso después de que él y otros residentes nacidos en el extranjero fueran reubicados a la fuerza a Karuizawa en 1944.
En mayo de 1945, Nagaoka llegó a Tokio para quedarse con un pariente. Mientras estuvo allí, comenzó a preparar los Estudios de Frédéric Chopin para su interpretación. También enseñó piano. El 25 de mayo, aviones estadounidenses lanzaron bombas incendarias sobre Tokio por quinta y última vez en el ataque aéreo de Yamanote. Nagaoka y su madre huyeron a un refugio antiaéreo en Kōjimachi donde ambas murieron. Se encontró a Nagaoka sosteniendo una partitura que recientemente le había prestado su amiga y compañera de estudios de Sirota, Fujita Haruko.
Al día siguiente, el 26 de mayo, los restos de Nagaoka y su madre fueron cremados. Su amiga Iwasa Miyoko (ja) acudió a ayudar a limpiar la casa de la familia Nagaoka y asistir a la cremación. Más tarde escribió:
Presencié la cremación [de Nobuko y su madre] por parte de su padre, que de casualidad estaba fuera ese día [del bombardeo] y fue el único sobreviviente de la familia. Se veían tan hermosas, como si estuvieran solamente durmiendo. Ambas fueron colocadas sobre el piano quemado. Su padre dijo: «Mira todos sus partituras». Recogió las cenizas quemadas en su mano y las roció sobre sus cuerpos.
Sonoda Takahiro dijo más tarde de Nagaoka que ella «tenía mucho más talento» que él. Fujita describió su vida como la de «un capullo que nunca floreció». El piano vertical Knabe de Nagaoka fue legado a Sonoda en 1946.